# Ренцо Контратто
Ренцо Контратто (італ. Renzo Contratto, нар. 5 грудня 1959, Боргаро-Торинезе) — італійський футболіст, що грав на позиції захисника.
Виступав, зокрема, за «Фіорентину», «Аталанту» та «Удінезе», а також молодіжну збірну Італії.

## Клубна кар'єра
Народився 5 грудня 1959 року в місті Боргаро-Торинезе. Вихованець юнацької команди Barcanova Torino. У дорослому футболі дебютував 1976 року виступами за команду «Мантова», в якій провів один сезон. Згодом з 1977 по 1980 рік грав у нижчих дивізіонах у складі клубів «Алессандрія» та «Піза».
Своєю грою за останню команду привернув увагу представників тренерського штабу «Фіорентини», до складу якої приєднався 1980 року і у сезоні 1980/81 дебютував у Серії А. Відіграв за «фіалок» наступні вісім сезонів своєї ігрової кар'єри. Більшість часу, проведеного у складі «Фіорентини», був основним гравцем захисту команди.
Протягом 1988—1993 років захищав кольори клубів «Аталанта» та «Удінезе».
Завершив професійну ігрову кар'єру у нижчоліговому клубі «АльцаноЧене», за команду якого виступав протягом 1993—1995 років.
Після закінчення ігрової кар'єри став футбольним агентом.

## Виступи за збірну
Протягом 1980—1982 років залучався до складу молодіжної збірної Італії, разом з якою став чвертьфіналістом молодіжного чемпіонату Європи 1982 року. На молодіжному рівні зіграв у 6 офіційних матчах.